# NGC 2969
NGC 2969 je galaksija u zviježđu Sekstantu.

## Vanjske poveznice
- SEDS: NGC 2969